# Armée du Centre
L'Armata del Centro (in francese Armée du Centre) fu una delle tre armate che costituì il primo nerbo della Armée révolutionnaire française, le forze di terra della Prima Repubblica francese. Creata con decreto del re Luigi XVI il 14 dicembre 1791, prese il nome della regione del Centro nella quale era stata formata e venne stanziata nella Champagne.
Il suo nome rifletteva comunque la posizione che essa occupò all'inizio della guerra della Prima coalizione, al centro dell'ordine di battaglia francese alle frontiere settentrionali e orientali, tra l'Armée du Nord e l'Armée du Rhin, con la 3ª e 4ª divisioni militari all'inizio alle quali si aggiunse successivamente anche la 2ª divisione, dal 23 marzo 1792.
Per decreto della Convenzione nazionale, il 1º ottobre 1792 l'armata fu denominata Armata della Mosella (Armée de la Moselle), tuttavia rimase nota come Armée du Centre finché il generale François Christophe Kellermann ne rimase al comando, fino al 7 novembre 1792.